# 水縄断層

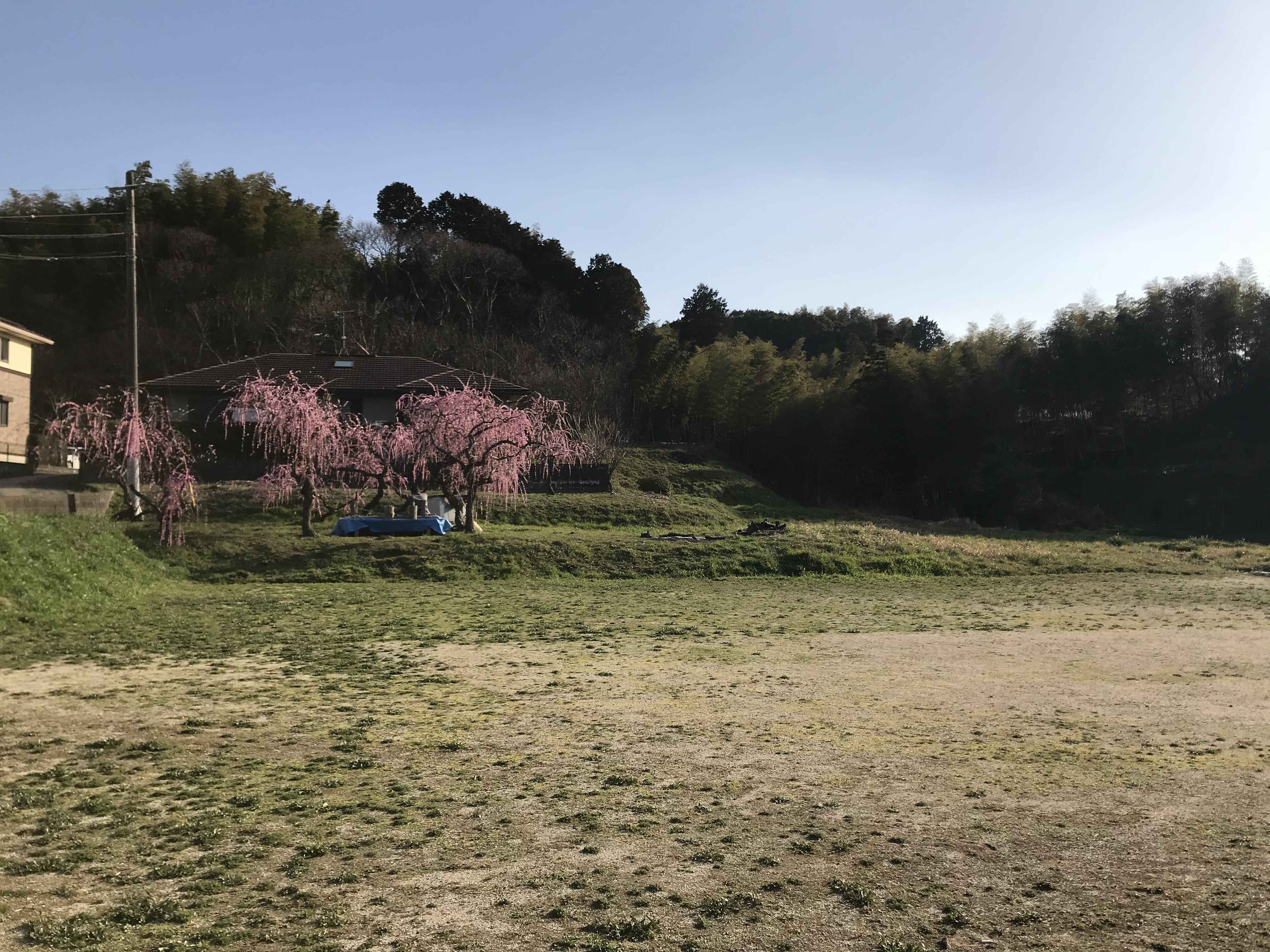
水縄断層の天然記念物指定地（福岡県久留米市山川町）

水縄断層（みのうだんそう）は、福岡県久留米市にある断層。国指定の天然記念物（1997年指定）。
『日本書紀』に記されている筑紫地震（679年）の震源となった断層と考えられている。
水縄断層帯は水縄山地を縁取るように分布し、幾つかの雁行ないし並行する断層から構成され、西側から追分断層、高椋断層、柳坂断層、宮園断層、若木断層、草野断層、益生田断層、福益断層、屋部断層、流川断層と呼ばれる10断層から構成される。水縄山地北麓の斜面は熱変成を受けたホルンフェルスと花崗岩を切る急傾斜の断層崖とされる。
追分断層のトレンチ調査から2万数千年前の姶良Tn火山灰堆積以降に3回の地震痕跡が認められ、最新の活動が679年の筑紫地震によるものと推定されている。この断層の総延長は東西約20km、右横ずれ成分含む北側傾斜の正断層と推定されており、上下の平均変位速度は0.2m/千年、平均活動間隔は14,000年程度と推定されている。